# جامعة الخرطوم
جامعة الخرطوم هي أقدم الجامعات السودانية وتعتبر من الجامعات العريقة في أفريقيا والشرق الأوسط، تقع الجامعة في مدينة الخرطوم وقد كان إنشائها باسم كلية غوردون التذكارية 1902 من قبل اللورد كتشنر أثناء فترة الاستعمار البريطاني في السودان لتخليد ذكرى اللورد شارلس غوردون وتحول اسمها إلى جامعة الخرطوم بعد استقلال السودان في 1 يناير 1956م.

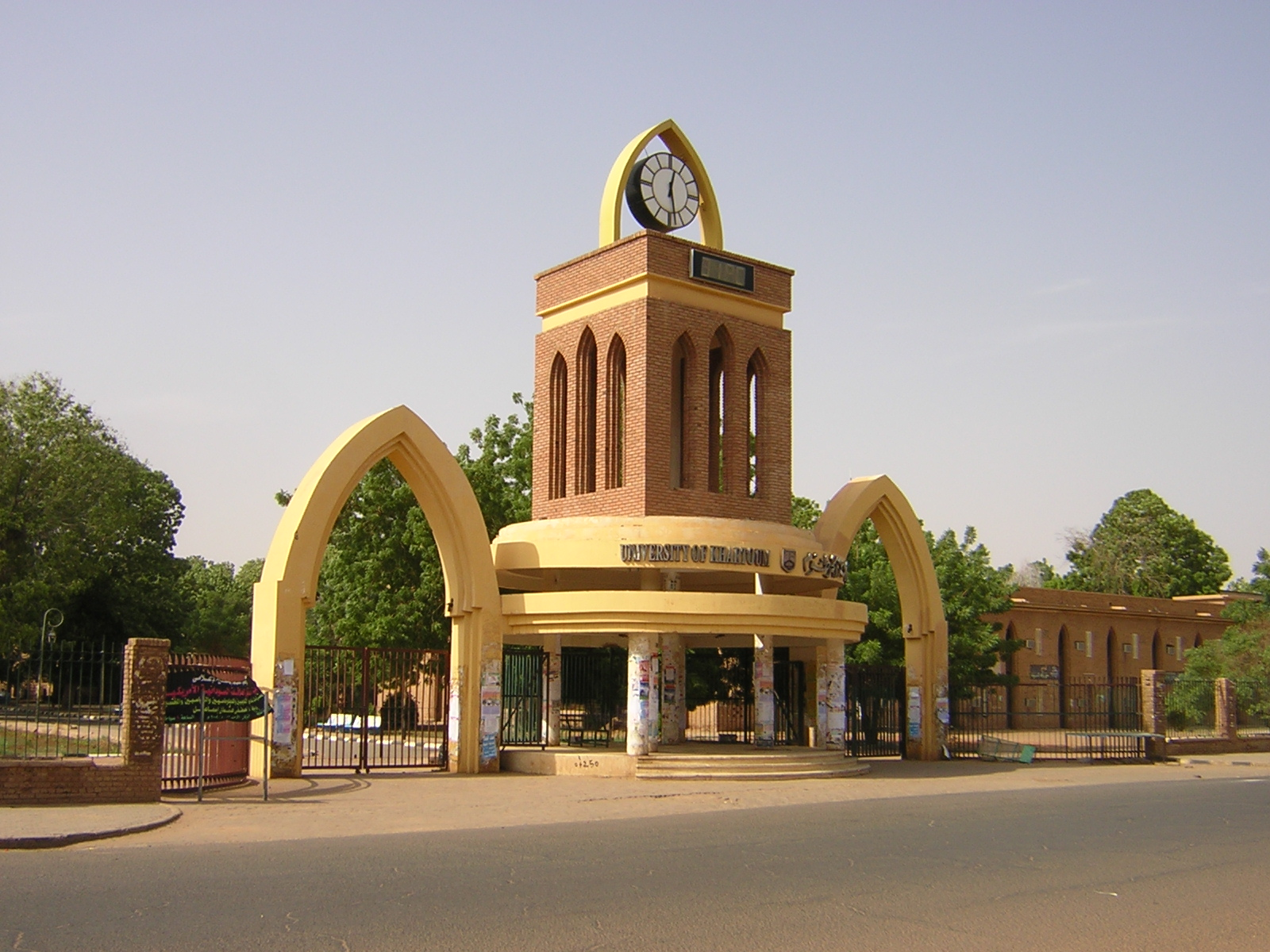
بوابة جامعة الخرطوم

## [4]تاريخ الجامعة

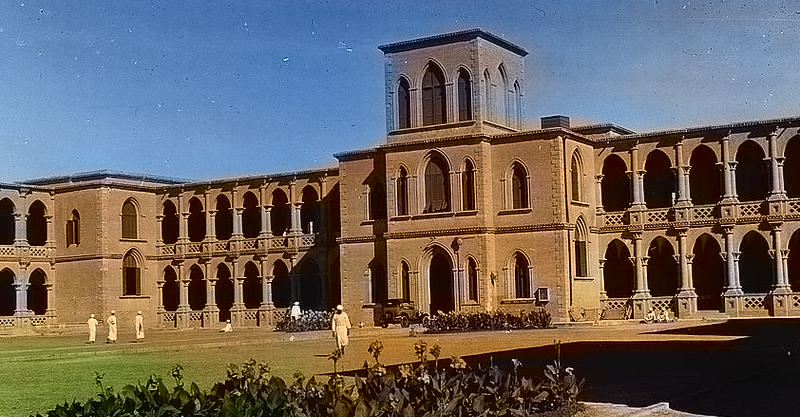
واجهة كلية غوردون التذكارية عام 1936

افتتح اللورد كتشنر كلية غوردون التذكارية في 8 نوفمبر / تشرين الثاني 1902 م (المبنى الحالي لمكتبة الجامعة) . وكانت في البداية بمستوى مدرسة ابتدائية.
وفي عام 1903 م اكتملت مباني كلية غوردون، وكانت نواتها كلية المعلمين التي انتقلت من أم درمان إلى مباني الكلية بالإضافة إلى نقل مدرسة الخرطوم الابتدائية إلى مباني الكلية. وأُضيف إلى هذه المدارس مركزاً جديداً للتدريب مجهزاً بِورشة يمارس فيها الطلاب أعمال النجارة والرسم الهندسي ويتلقّون مبادئ الهندسة الميكانيكية.

وشهد العام 1905 م بداية في تطبيق نظام الدراسة الثانوية بعد المرحلة الابتدائية في كلية غوردون، وقد قسمت الدراسة إلى قسمين القسم الأول لمدة عامين لتخريج مسّاحين والقسم الثاني لمدة أربع سنوات لتخريج مساعدي مهندسين وملاحظين. وأضيف إلى الكلية جناحاً خاصاً للمدرسة الحربية لتخريج ضباط سودانيين. وكان هناك تركيز على الطلاب من ذوي الأصول الأفريقية ولهذا لم يقبل إلا عدد محدود من الطلاب المنتمين إلى أصول عربية.
في 1906م أُنشئ قسم لتخريج معلمين للمدارس الأولية تمتد فترة الدراسة فيه لمدة أربع سنوات بعد الابتدائي وبذلك أصبحت كلية غوردون متخصصة في إعداد الإداريين والفنيين والمعلمين للعمل بخدمة الحكومة.
في 29 فبراير / شباط 1924 أُفتتحت مدرسة كتشنر الطبية وقد قامت على نفقة حكومة السودان وأوقاف أحمد هاشم البغدادي التاجر الإيراني الذي أوقف جميع ثروته للصرف على الكلية. وتعتبر مدرسة كتشنر أول مدرسة طب في شمال أفريقيا تنشأ على منهج متناسق ومتكامل ولم تتقيّد بمنهج كليات الطب بإنجلترا. تحوّلت كلية غردون إلى مدرسة ثانوية حيث أُلغي القسم الابتدائي وأصبحت تتكوّن من ستة أقسام هي:
- قسم القضاء الشرعي
- قسم الهندسة
- قسم المعلمين
- قسم الكتبة
- قسم المحاسبة
- قسم العلوم

في عام 1937 م، تقرر ربط مناهج كلية غوردون بامتحان الشهادة الثانوية بجامعة كامبريدج ببريطانيا. والحصول على هذه الشهادة يؤهل الطالب للدراسة في الجامعات البريطانية.
إنشاء كلية عليا للطب البيطري في 1938 ثم تبعتها كلية الهندسة في 1939 وأخرى للحقوق في 1938 والآداب 1940. وفي 1944 تم تجميع كل الكليات العليا - ما عدا كلية كتشنر الطبية - في كلية واحدة أصبحت أول كلية جامعية في السودان. وجلست أول دفعة من طلاب كلية غوردون لشهادة جامعة لندن في 1946. في عام 1946 م تم نقل القسم الثانوي من كلية غوردون إلى مدينة أم درمان ليصبح مدرسة وادي سيدنا.فى العام.وفى بداية عام 1947 بدأت الكلية فى تدريس المناهج الدراسية لنيل شهادات B.A  وشهادةB.Sc من جامعة لندن تم اعتراف الكلية رسميا بالصلة بجامعة لندن.
1951م تم ضم كلية كتشنر الطبية إلى كلية غوردون لتكوين كلية الخرطوم الجامعية، ولكن ظلت هناك علاقة تربط الكلية مع جامعة لندن.
وفي عام 1956 م تم تحويل كلية الخرطوم الجامعية إلى جامعة الخرطوم، وبذلك أصبحت أول كلية أفريقية مرتبطة بجامعة لندن تتحوّل إلى جامعة مستقلة تمنح شهادتها الخاصة.

أول مدير لجامعة الخرطوم هو نصر الحاج علي الذي تقلّد منصب الإدارة في يوليو 1958 م.
واستمر توسّع الجامعة فضم إليها معهد المعلمين العالي ليصبح كلية التربية الحالية وذلك في عام 1964 م.

## لغـة التدريس بالجامعة
كانت اللغة الإنجليزية هي لغة التدريس، إلا أنه ومنذ مطلع السبعينات تم تكوين عدة لجان وزارية بقصد إجراء إصلاح علمي بالجامعة. وقد كان محور هذا الإصلاح وقضيته الأساسية هو تعريب المناهج. واستمرت الجهود متصلة حتى تم تعريب المناهج بمعظم كليات الجامعة، وذلك على مستوى السنة الأولى من العام الدراسي 90- 1991 م.وقد تخرج أول فوج للطلبة ممن درسوا باللغة العربية على مستوى البكالوريوس في العام الجامعي 93/1994 م. بالنسبة للخريجين على مستوى الدراسات العليا فإن لوائح الجامعة تجيز لهم إعداد دراساتهم وأطروحاتهم باللغة العربية أو الإنجليزية أو أية لغة أخرى. كان القصد من تعريب الجامعة هو تأهيلها وتأكيد انتمائها العربي والإسلامي.

## ثورة التعليم العالي
إتباعاً لموجهات ثورة التعليم العالي بزيادة إستيعاب المؤهلين للدراسة بالجامعات والمعاهد العليا زادت الجامعة عدد الطلاب والطالبات المقبولين من 2070 (ألفين وسبعين) طالب وطالبة في عام 1990 م إلى 5000 (خمسة آلاف) طالب وطالبة في عام 2002 م. واستوعبت كلياتها المختلفة عددا من الطلبة السودانيين الذين كانوا يدرسون بالجامعات الأجنبية ثم أعيدوا إلى السودان في العام الجامعي 1991/1992 م. لقد توسعت الجامعة في مجال الدراسات العليا وذلك بغرض توفير فرص التأهيل الداخلي لمقابلة حاجة البلاد من الكوادر المؤهلة التي يمكن أن تقود حركة التنمية الاقتصادية والاجتماعية فيها. كذلك إهتمت الجامعة بشؤون البحث العلمي والنشر.

## الكليات والمعاهد

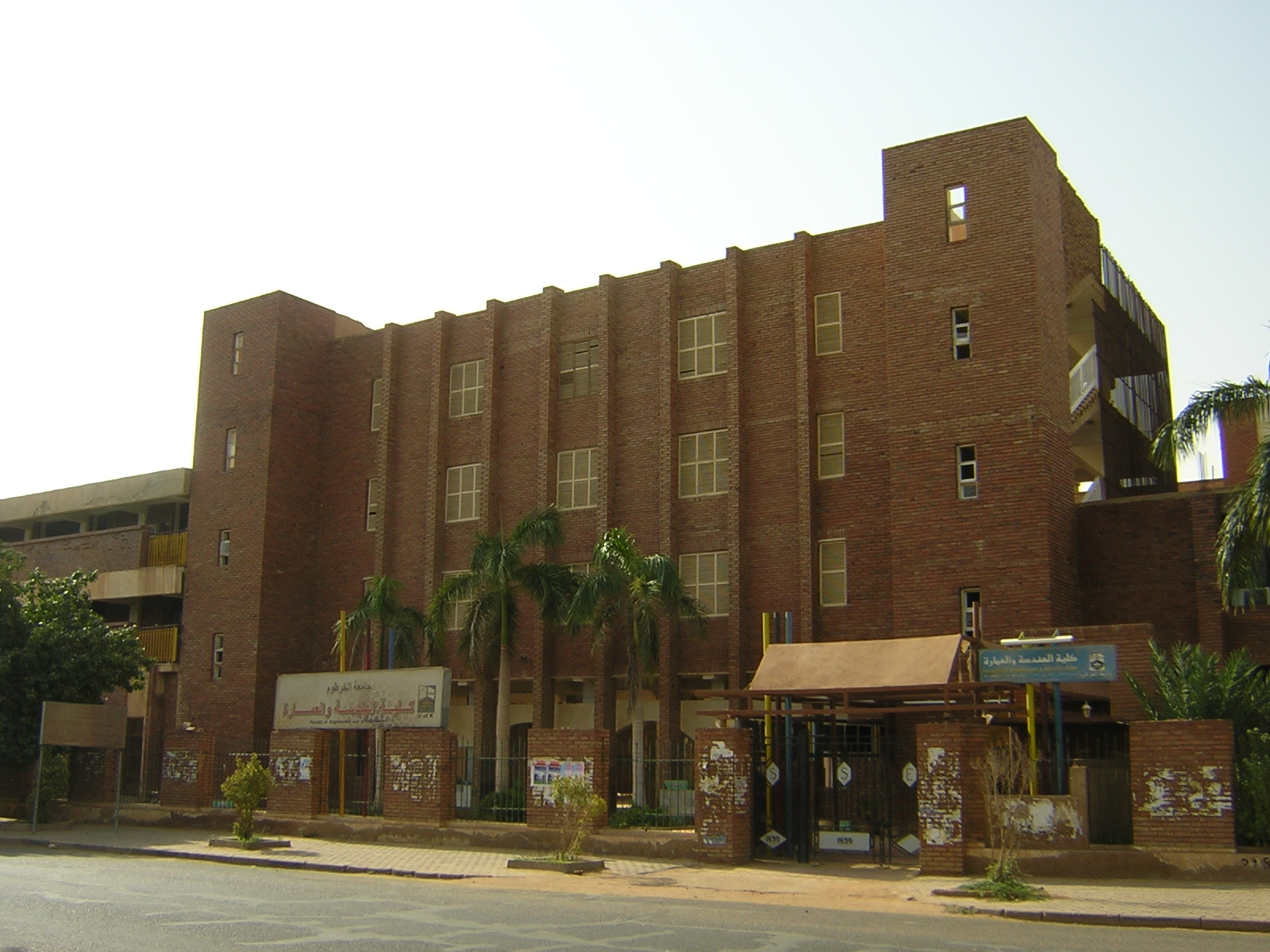
كلية الهندسة

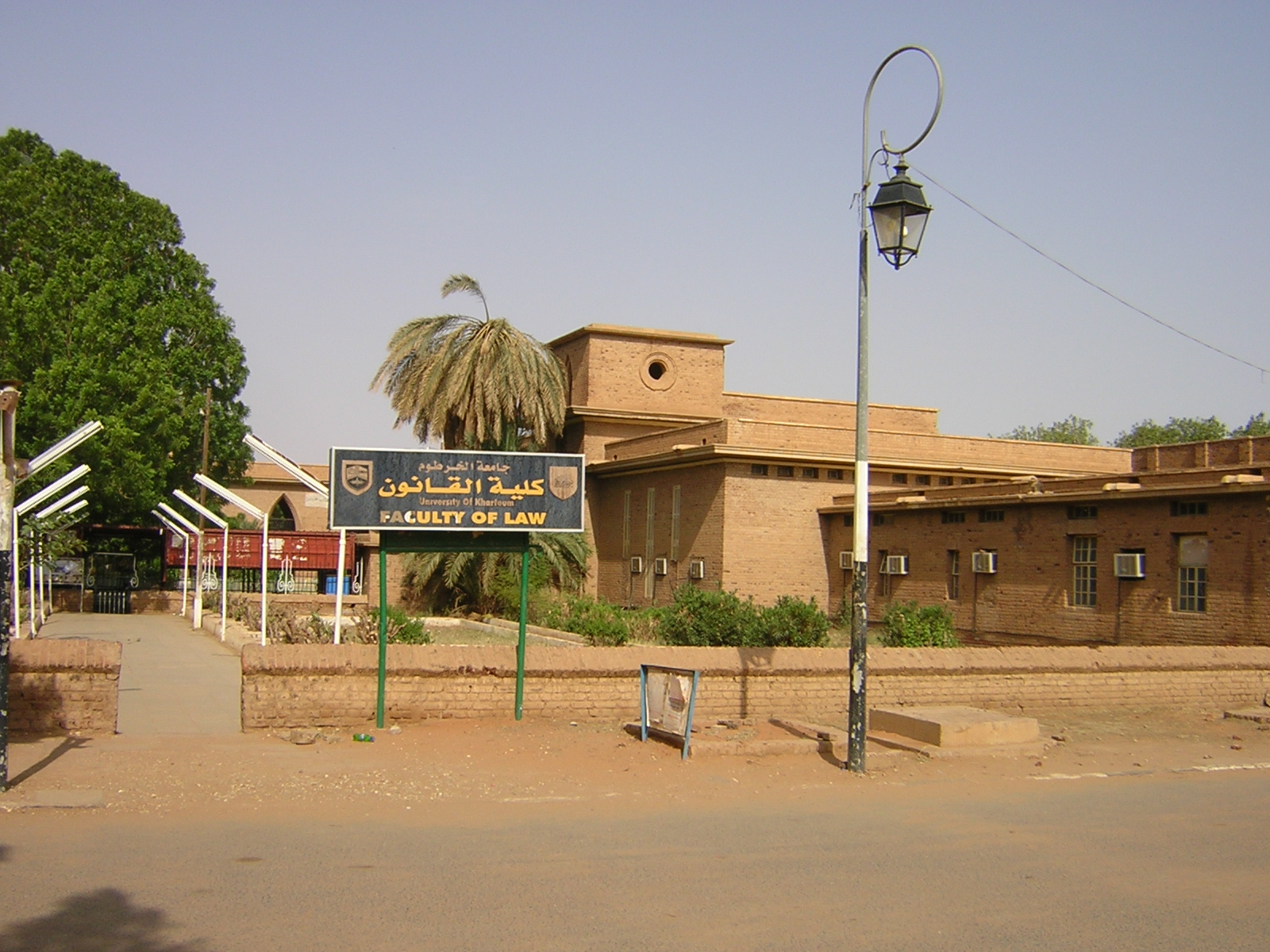
كلية القانون

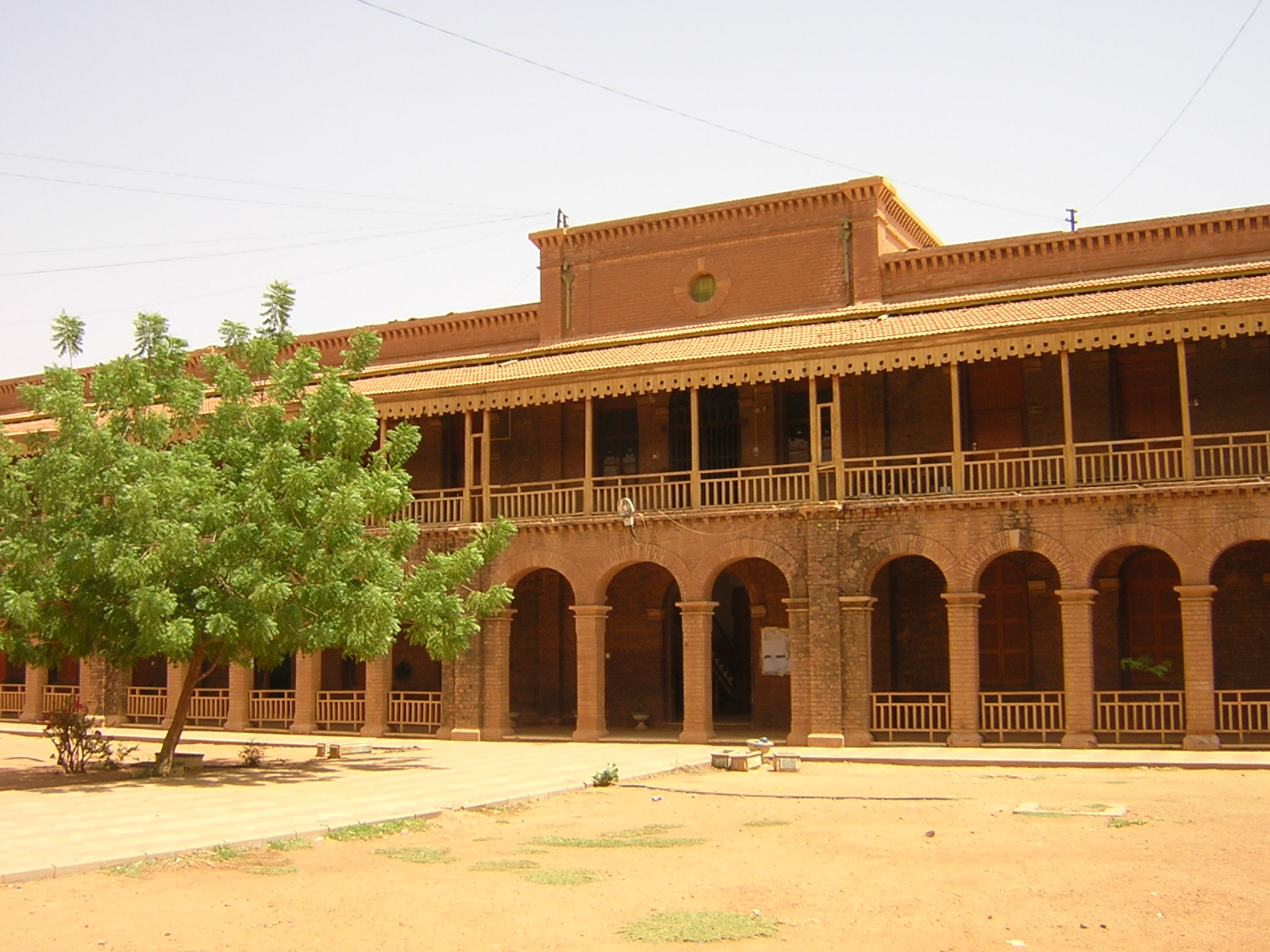
مكاتب الإدارة

تضم الجامعة تسع عشرة كلية وسبعة عشر معهداً ومركزاً للبحث والتدريب، وداراً للطباعة والنشر، بالإضافة إلى مستشفي تعليمي هو مستشفى سوبا الجامعي وكذلك مستشفى سعد ابوالعلا ومتحفاً علمياً هو متحف التاريخ الطبيعي، ومركزاً للخدمات الطبية والصحية يقدم خدماته للطلاب وللعاملين بالجامعة وعائلاتهم.
للجامعة أربعة مجمعات:
- مجمع الوسط : وهو يقع على شاطئ النيل الأزرق بمدينة الخرطوم وبه الكليات الاتية:
  - كلية علوم الجغرافيا والبيئة
  - كلية العلوم الرياضية
  - كلية الهندسة
  - كلية العمارة
  - كلية العلوم
  - كلية الآداب
  - كلية القانون
  - كلية الدراسات الاقتصادية والاجتماعية
  - مدرسة العلوم الإدارية

مكتبة الجامعة الرئيسية
- المجمع الطبي : يقع جنوب وسط الخرطوم ويحتوي على معظم الكليات الطبية:
  - كلية الطب
  - كلية علوم المختبرات الطبية
  - كلية طب الأسنان
  - كلية الصيدلة
  - كلية التمريض
  - كلية الصحة
- مجمع العلوم الحيوانية والزراعية يقع بمدينة شمبات شمال الخرطوم(الخرطوم بحرى) ويحتوي على:
  - كلية الطب البيطري
  - كلية الزراعة
  - كلية الإنتاج الحيواني
  - كلية الغابات
- مجمع العلوم التربوية : كلية التربية يقع في مدينة أم درمان وبه كلية التربية ومعهد تأهيل المعلمين. وهذه الكليات. تعتبر أساس الجامعة
- المعاهد والمراكز : هي معاهد ومراكز متخصصه تم إنشاؤها إيفاءاً لحاجات المجتمع السوداني في مواضيع محددة وتضم كل من:
  - معهد الدراسات الأفريقية والآسيوية
  - معهد بحوث البناء والطرق
  - معهد كونفشيوس
  - معهد دراسات التصحر وإستزراع الصحراء
  - معهد الدراسات والبحوث التنموية
  - معهد الأمراض المتوطنة
  - معهد الدراسات البيئية
  - معهد أبحاث السلم
  - معهد بروفيسور عبد الله الطيب للغة العربية
  - بيت الشعر بالخرطوم
  - معهد ترقية الصادرات الحيوانية
  - معهد دراسة الإدارة العامة والحكم الاتحادي
  - معهد اللغة الإنجليزية
  - مركز بحوث الإبل
  - مركز د. سلمى
  - مركز تطوير الأداء للمهن الصحية
  - مركز اقتصاديات الصحة
  - مركز جامعة الخرطوم للتدريب المتقدم
  - مركز أبحاث المايسيتوما
  - مركز أبحاث المياه

## إدارة الجامعة
تتكون إدارة الجامعة من الراعي، رئيس مجلس الجامعة، مدير الجامعة، نائب مدير الجامعة، وكيل الجامعة، أمين الشؤون العلمية، أمين المكتبة، عميد شؤون الطلاب وعمداء الكليات والمعاهد والمراكز والإدارات المساعدة لهم
- مجلس الجامعة:

يختص بالنظر في سياسات الجامعة، مثل إنشاء وإلغاء الوظائف وإنشاء الكليات والمعاهد ووضع نظم ولوائح الجامعة. وتتكون عضوية المجلس من أربعين شخصاً، منهم واحد وعشرون عضواً من خارج الجامعة (من بينهم رئيس المجلس) من ذوى الكفاءة والاختصاص والاهتمام بالتعليم والقضايا الوطنية يضمون إلى الجامعة بناء على توصية من وزير التعليم العالي والبحث العلمي، وتسعة عشر عضواً من داخل الجامعة منهم مدير الجامعة ونائبه ووكيل الجامعة وأمين الشؤون العلمية وأمين المكتبة وعميد الطلاب وثمانية أعضاء آخرين ينتخبهم مجلس الأساتذة من بينهم على الأقل ثلاثة من عمداء الكليات. ويضم المجلس في عضويته ثلاثة أشخاص يمثلون العاملين بالجامعة اثنين منهم من غير أعضاء هيئة التدريس وممثلان من الطلاب.
- مجلس الأساتذة:

يختص بالنظر في وضع نظم قبول الطلاب في الدراسات الجامعية ومنح الدرجات العلمية والجوائز والدرجات ألفخرية، وتشجيع البحوث العلمية وتوجيه السياسات العلمية بالجامعة. وتتكون عضويته من: مدير الجامعة (رئيس المجلس) ونائب المدير ووكيل الجامعة وأمين الشؤون العلمية (عضوا ومقررا للمجلس) وأمين المكتبة وعميد الطلاب وعمداء الكليات ومديري المعاهد والمراكز ورؤساء الأقسام والوحدات الإدارية وأعضاء هيئة التدريس ممن هم في مرتبة الأستاذية.
- مدير الجـامعة:

وهو المسئول الأول عن الأداء العلمـي والإداري بالجامعة يعأونه نائب المدير ووكيل الجـامعة ومؤسسات الجـامعة المختلفة (مجلس العمداء، مجلس الأساتذة... إلخ). يرأس المدير مجلس الأساتذة ولجنة العمداء ولجان تعيين وترقية أعضاء هيئة التدريس ولجنة التخطيط والتنمية واللجان الدائمة وأي لجان أخرى تحددها نظم الجامعة ولوائحها.
- نائب المدير:

ينوب عن المدير في حالة غيابه ويكون مسئولا لديه عن تنمية وإدارة الأنشطة العلمية بالجامعة وتنسيقها بين الكليات ووحدات البحث العلمي والوحدات العلمية الأخرى ويرأس عددا من اللجان تحددها نظم الجامعة ولوائحها.
- الوكيـل:

يكون الوكيل مسئولا لدى مدير الجامعة عن الأداء الإداري والمالي بالجامعة وفقا لأحكام نظم الجامعة ولوائحها، وهو مقرر لمجلس الجامعة ولجنته التنفيذية والمالية.
- أمين الشؤون العلمية:

يكون أمين الشؤون العلمية مسؤولا عن تنفيذ وترقية الأداء العلمي بالجامعة من خلال:
- تنفيذ قرارات وتوصيات مجلس الأساتذة.
- الإشراف على قبول الطلاب بالجامعة والإشراف على الامتحانات.
- تحضير واعتماد الشهادات العلمية والفخرية بالجامعة.
- الإشراف على شؤون مساعدي التدريس.
- إعداد كافة الإحصاءات الخاصة بالجامعة والإشراف على طباعة إصدارات الجامعة الرسمية(دليل الجامعة)
وتعديل النظم الأساسية ولوائح مجلس الأساتذة.
- عميد الطلاب:

يقوم بالتشاور مع مجلس شئون الطلاب بمساعدة الطلاب للاستفادة القصوى علميا واجتماعيا وتربويا. بجانب مراعاة النظام بينهم والسلوك القويم داخل الجامعة وخارجها. ويكون مسئولا عن تنفيذ السياسة العامة التي تخص الطلاب، بجانب الإشراف على اتحاد الطلاب وأوجه النشاط المختلفة. ومن مهامه كذلك الإرشاد والرعاية الصحية والنفسية والتربوية للطلاب.

شعار الجامعة

## شعار الجامعة
شعار مكون من أربعة كلمات هي الله، الوطن، الحقيقة والإنسانية خط علـى كتاب مفتوح هو رمز المعرفة المتفتحة، ويحتل الجزء الأعلى من الشعار ويقسم صفحة الكتاب عمودياً خطان متوازيان، الخط الأيمن أزرق اللون والأيسر أبيض اللون، ويمثل هذان الخطان نهر النيل أما الخطان المائلان فيمثلان النيل الأزرق والنيل الأبيض يمنة ويسرة على التـوالي، ما بين النيلين صورة لمبنى الجامعة تنبعث منه خطوط بيضاء (نور العلم) تمتد داخل خلفية سوداء (ظلام الجهل) وتمثل اللوحة المستطيلة في الجزء الأيسر من الشعار حضارة مروي القديمة رمز حضارة السودان.

## اتحاد الطلاب
الجامعة يدرس بها حوالي 23,400 طالب في مستوى البكالوريوس في 23 كلية مختلفة، تختلف سنوات الدراسة بحسب الكليات ما بين 4 (عدد) و6 (عدد) سنوات. ويتكون الطلاب من مجموعة روابط طلابية يتم انتخابها من الكليات المختلفة، يكون للطلاب في سنوات دراستهم اتحاد طلابي يمثلهم في مجلس الجامعة ويتصدى لمشاكلهم الأكاديمية والاجتماعية عمومًا. وقد عرف عن اتحاد طلاب جامعة الخرطوم منذ فجر العمل السياسي في السودان أنه من أنشط التجمعات الطلابية وأكثرها تأثيرا على مستوى الساحة السياسية، انطلاقاً من مفهوم: إن الطلاب هم طلائع التغيير وخط المواجهة الأول.
والجدير بالذكر ن طلاب جامعة الخرطوم كانوا وراء ثورة 21 أكتوبر 1964 م التي أطاحت بنظام الفريق إبراهيم عبود ولعبت الجامعة دوراً بارزاً في انتفاضة 6 أبريل 1985 م التي أطاحت بنظام جعفر نميري، وكان لهم العديد من الشهداء في صدامات دامية ضد جميع الديكتاتوريات العسكرية التي تعاقبت على حكم السودان بما فيها نظام عمر البشير السابق.
اتحاد الطلاب غير موجود حاليا ومنذ عام 2010 نظرا لعدم اكتمال النصاب في آخر انتخابات أُقيمت للاتحاد .

## خريجون متميزون

### سياسية
عبدالله حمدوك : رئيس وزراء السودان الخامس عشر
حسن الترابي : وزير خارجية سابق ومفكر سياسي وديني
علي كرتي : وزير خارجية سابق
نصر الدين عبد الباري : وزير عدل الحكومة الانتقالية
عبد الواحد محمد نور : محامي ورئيس حركة تحرير السودان
أحمد عبد الله عبد الكريم زروق : وكيل وزارة الشباب و الرياضة

### الطب والعلوم
الطيب صالح : أديب السودان ومن أشهر الأدباء العرب خريج كلية العلوم
داؤود مصطفى خالد : بروفيسور مخ وأعصاب
أبشر حسين : بروفيسور مخ وأعصاب
دكتور : غزالي ماجستير الجراحة
إستيلا قايتانو : كاتبة وصيدلانية من جنوب السودان
محمود ميسرة السراج : ممثل ومؤلف موسيقي خريج كلية الصيدلة
مصطفى عبد الله محمد صالح: بروفسور طب أعصاب الأطفال 
بروفسير َ مني محجوب محمد أحمد

### الآداب
- عبد الله الطيب : روائي مفكر وأديب سوداني ومفسر للقران الكريم.
- عون الشريف قاسم : مفكر وكاتب سوداني من أصل يمني عين وزيرا للشؤون الإسلامية والأوقاف.
- انتصار صغيرون : وزيرة التعليم العالي والبحث العلمي خريجة قسم الآثار.
- بروفسير محمد سعيد القدال. قسم التاريخ
- بروفسير فدوي عبد الرحمن على طه. قسم التاريخ
- دكتور علي صالح كرار . أمين سابق لدار الوثائق القومية
- دكتور الطيب زين العابدين
- دكتور الخضر عبد الكريم. قسم الاثار
- دكتور الحبر يوسف نور الدائم  دراسات اسلامية
- بروفسير عزالدين الامين. لغة عربية
- دكتورة أمينة ياجي. لغة فرنسية
- الأستاذ أبوبكر الصديق عثمان. تاريخ
- البرفسير عبد الرحمن النصري حمزة. الجغرافيا
- الدكتور الامين عبد الكريم التاريخ
- محمد بشير محمد مصطفي

```
الكاتب والروائي المفكر خريج قسم اللغة العربية والإعلام
```

وعضو الإتحاد العام للصحفيين السودانيين له مؤلفات في التصوف الاسلامي كتاب بعنوان فتح البصيرة مابين التلذذ والحيرة

### الهندسة
محمود محمد طه : مفكر سياسي ومؤسس الحزب الجمهوري

## رؤساء جامعة الخرطوم
- الدكتور عماد الدين الأمين الطاهر
- فدوى عبد الرحمن علي طه أكتوبر 2019 – أبريل 2022[7]
- بروفيسور الصديق أحمد المصطفى حياتي: يناير 2011 - فبراير 201
- بروفيسور أحمد محمد سليمان محمد: فبراير 2015 - أكتوبر 2019

## وصلات خارجية
- الموقع الرسمي